# EDF Gaz de France Distribution
Pour les articles homonymes, voir EGD.
EDF Gaz de France Distribution  (EGD) était une ancienne direction commune aux deux entreprises Électricité de France et Gaz de France.

## Généralités
Bien que n'ayant pas d'identité juridique propre, et n'ayant pas le statut de filiale, EDF Gaz de France Distribution était reconnue comme une direction mixte à EDF et Gaz de France. Son personnel et ses directions étaient « mixtes » et appartenaient aussi bien au groupe EDF qu'au groupe Gaz de France qui en partageaient la direction.
Auparavant « Direction de la Distribution », puis Direction « EDF GDF Services » (DEGS), cette direction renommée en 2004 (« EDF Gaz de France Distribution ») est couramment abrégée en « EGD ». Elle couvre tout le territoire français, y compris les départements d'Outre-Mer, mais hors territoires d'Outre-Mer et hors communes desservies par des régies locales. Sur ce territoire, elle a pour fonction principale de gérer, sous le contrôle des communes qui en sont propriétaires, les réseaux de distribution du gaz et de l'électricité.
Elle emploie 64 000 salariés. La production et le transport sont à la charge d'autres directions.
Dans le cadre de l'ouverture du marché de l'énergie, et pour permettre un accès au réseau de distribution non discriminatoire à tous les clients quel que soit le fournisseur choisi, EDF et Gaz de France ont mis en place à partir du 1er juillet 2004 deux gestionnaires de réseaux de distribution séparés, un pour l’électricité (EDF Réseau Distribution - ERDF) et un pour le gaz (Gaz de France Réseau Distribution - GRDF). EDF Gaz de France Distribution représentait le service commun de ces deux directions.
Jusqu'en juillet 2007, EDF Gaz de France Distribution a assuré, en plus de ses missions de gestionnaire de réseau, le service clientèle (service client, facturation, gestion, vente...) des entreprises EDF et Gaz de France pour la clientèle des particuliers.

## Organisation d'EDF Gaz de France Distribution en Région
EDF Gaz de France Distribution était composé de 102 Centres de distribution sur tout le territoire, regroupé en « Groupement de Centres » (Sud-Est, Ouest...etc.) qui assurent le pilotage et la stratégie d'EDF Gaz de France Distribution en région.
Chaque groupement de centre était composé de 4 lignes métier :

- P1 : Métier Réseau Gaz (devenu URG à la création des filiales Enedis et GrDF)
- P2 : Métier Réseau Électricité (devenu URE à la création des filiales Enedis et GrDF)
- P3 : Métier Clients et Fournisseurs (devenu UCF à la création des filiales Enedis et GrDF)
- P4 : Accueil Gestion des Particuliers (Gestion de la relation commerciale d'EDF et Gaz de France). Ce dernier portefeuille avait la spécificité de ne pas être une activité de distribution, mais de gestion clientèle fournisseur déléguée au distributeur EDF GDF Distribution. Ce portefeuille a été supprimé en 2007 et transféré à EDF (EDF Branche Commerce) pour l'électricité, et à Gaz de France (Direction Commerciale Gaz de France) pour le gaz naturel.

Il existait également une Fonction Soutien Logistique, assurant les fonctions transverses pour les 4 autres portefeuilles métier (RH, Immobilier...).

## Dissolution d'EDF Gaz de France Distribution
Depuis le 1er janvier 2008, les activités d'EDF Gaz de France Distribution sont transférées dans deux entités : Électricité Réseau Distribution France (ERDF, devenu Enedis le 31 mai 2016, filiale du groupe Électricité de France) et Gaz Réseau Distribution France (GRDF, filiale du groupe Gaz de France, devenu GDF Suez en juillet 2008, puis Engie en avril 2015) qui forment un service commun de 50 000 salariés, destiné à la gestion du réseau de distribution d'électricité et de gaz.